# Râul Cerbăl
Râul Cerbăl este un curs de apă, afluent de stânga al râului Govăjdia (Runcu). 

## Hărți
- Harta județului Hunedoara - Județul Hunedoara